# Alfredo Deluque
Alfredo Rafael Deluque Zuleta (Riohacha, La Guajira; 21 de febrero de 1977) es un abogado y político colombiano.

## Biografía
Alfredo Deluque nació en Bogotá y creció en la ciudad de Riohacha terminó el bachillerato en el Gimnasio Cerromar de la capital guajira. Estudió Derecho en la Universidad Externado de Colombia  (2000) y en la misma institución universitaria, cursó una especialización en Derecho de las
Telecomunicaciones (2001) y una Maestría en Derecho Económico con Énfasis en Derecho Internacional (2022).
Inició su carrera política en el año 2010 con el Partido de la U, cuando a sus 33 años fue elegido Representante a la Cámara por el departamento de La Guajira. Se mantuvo en el cargo por tres periodos consecutivos y en el año 2015 fue Presidente de la Cámara baja del honorable Congreso de la República de Colombia. En el 2022 fue elegido Senador con más de 81.300 votos.